# Doak VZ-4
El Doak VZ-4 (o Model 16) fue un prototipo de aeronave de despegue y aterrizaje verticales (VTOL) estadounidense construido en los años 50 para servir con el Ejército de los Estados Unidos. Solo se construyó un único prototipo, y el Ejército estadounidense lo retiró del servicio activo en 1963.

## Desarrollo
Edmund R. Doak, Jr., un ingeniero autodidacta y vicepresidente de la Douglas Aircraft Company, fundó la Doak Aircraft Company en Torrance (California), en 1940. La compañía creció hasta los 4000 empleados durante la Segunda Guerra Mundial, con subcontratos para todos los fabricantes de aviación principales estadounidenses. Se incluían fuselajes de contrachapado moldeado para entrenadores como el AT-6 y el Vultee BT-13, y puertas, escotillas y torretas para una multitud de aeronaves.
Doak propuso una aeronave VTOL al Mando de Transporte e Investigación e Ingeniería del Ejército estadounidense en Fort Eustis en Newport News (Virginia), en 1950. Promocionó el avión como capaz de despegar y aterrizar en un área pequeña, mantenerse en estacionario y deambular sobre un área objetivo, y volar de vuelta como un helicóptero sin el ruido y la vibración del mismo, mientras también tenía la habilidad del vuelo de crucero horizontal, alta velocidad, armas subalares, y una flexibilidad de misión de un avión de caza de ala fija convencional. Sabiendo que un ataque soviético a las bases aéreas podría impedir los despegues y aterrizajes de los aviones convencionales, el Ejército encontró atractiva la propuesta de Doak, y el 10 de abril de 1956 le concedió un contrato para producir un único prototipo para su uso como aeronave de investigación.
La aeronave, designada Model 16 por la compañía Doak y asignada con el número de serie 56-9642, estaba propulsada originalmente por un motor turbohélice Lycoming YT53 de 630 kW (840 shp) montado en el fuselaje, más tarde reemplazado por una turbina Lycoming T53-L-1 de 750 kW (1000 shp). El motor propulsaba dos hélices basculantes de flujo guiado de fibra de vidrio, montadas en las puntas alares, a través de una caja en T en el motor que transmitía la potencia a las hélices a través de un eje de transmisión tubular de aluminio de 102 mm y dos ejes de transmisión más pequeños. Cada hélice tenía 1,22 m de diámetro y el diámetro exterior del conducto era de 1,52 m. Los ventiladores se posicionaban verticalmente para el despegue y el aterrizaje (con una velocidad de rotación de 4800 rpm requerida para el despegue) y rotaban a una orientación horizontal para el vuelo horizontal, siendo la primera vez que este concepto de propulsión VTOL era probado exitosamente. La aeronave tenía alas y cola metálicas. Para ahorrar peso, la aeronave fue construida originalmente con tubos de acero soldados sin recubrimiento, pero más tarde se descubrió que la estructura abierta interfería en las pruebas de velocidad horizontal, instalándose fibra de vidrio moldeada en su sección de morro y delgadas planchas de aluminio sobre su fuselaje trasero. Acomodaba a una tripulación de dos personas, con piloto y observador sentados en tándem en la cabina. El piloto usaba una palanca y timón estándares para controlar el avión. Su tren de aterrizaje se tomó de un Cessna 182, sus asientos de un North American P-51 Mustang, y sus actuadores de conductos, de un Lockheed T-33 Shooting Star.
Las pruebas de vuelo comenzaron en el Torrance Municipal Airport, y Doak completó varias pruebas en 1958. El Model 16 voló en estacionario por primera vez el 25 de febrero de 1958, y el primer vuelo de transición desde la vertical a la horizontal (y vuelta) tuvo lugar el 5 de mayo del mismo año. Aunque el prototipo tuvo éxito en general, sus prestaciones de despegue y aterrizaje cortos eran menores a lo esperado y mostraba una tendencia a elevar el morro cuando realizaba la transición del vuelo vertical al horizontal.
Los ingenieros de Doak creían que podían solventar los problemas del prototipo, y después de pruebas de carreteo, 32 horas de pruebas de vuelo en una estación de pruebas, y 18 horas de vuelo estacionario cautivo, la aeronave fue transferida a la Base de la Fuerza Aérea Edwards, California, en octubre de 1958. Realizó otras 50 horas de pruebas, en las que demostró ser capaz, con el motor de turbina, de alcanzar una velocidad máxima de 370 km/h, una velocidad de crucero de 282 km/h, un alcance de 403 km, una autonomía de una hora, y un techo de vuelo de 3658 m (12 000 pies).

## Historia operacional

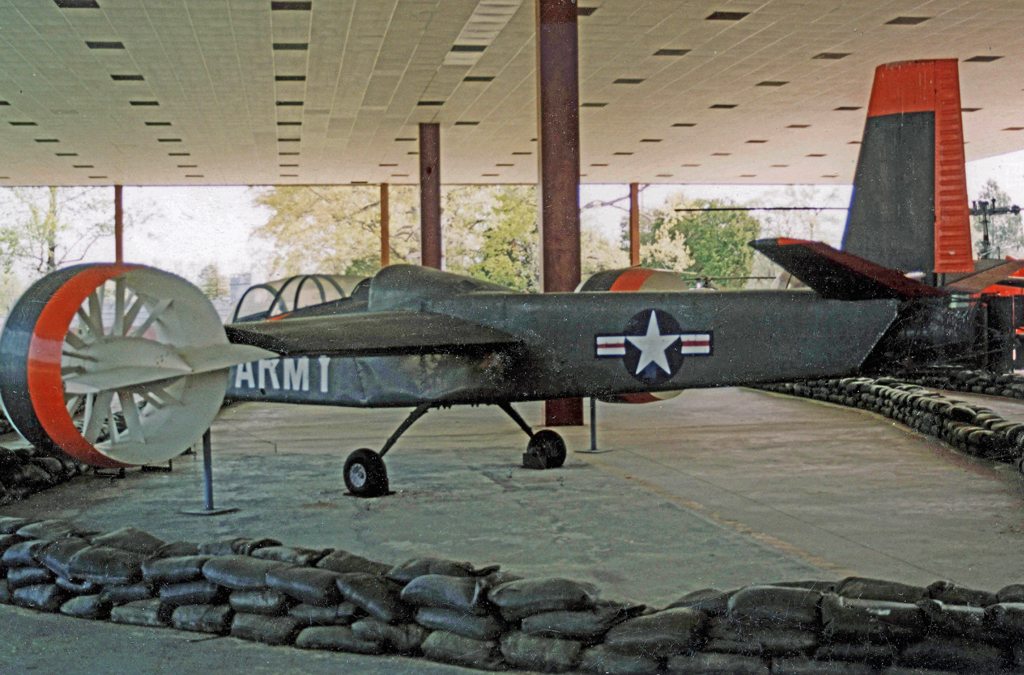
El prototipo del Doak VZ-4 exhibido por el Ejército estadounidense en Fort Eustis, Virginia, en 2004.

El Ejército de los Estados Unidos aceptó el prototipo en septiembre de 1959, lo designó Doak VZ-4DA, y lo cedió al Centro de investigación de Langley de la NASA en Hampton (Virginia), para realizar más pruebas. Cuando Doak despidió al 90% de sus empleados a finales de 1960 debido a una recesión en la industria aeronáutica, Douglas Aircraft se hizo cargo del proyecto, compró sus derechos de patente e informes de ingeniería, y contrató a cuatro ingenieros de Doak para continuar los trabajos en el VZ-4DA.
Los trabajos continuaron en el VZ-4DA hasta 1963, cuando el Ejército estadounidense decidió que el helicóptero cubriría sus requerimientos VTOL, dejando de financiar el diseño y pruebas de aeronaves VTOL no convencionales, para financiar el diseño y compra de helicópteros, y finalizó las pruebas con el VZ-4DA. La NASA adquirió más tarde la aeronave. En 1973 fue transferida a Fort Eustis y almacenada.

### Preservación
El VZ-4DA fue finalmente donado al Museo del Transporte del Ejército de los Estados Unidos en Ford Eustis, Virginia, donde está en exhibición pública con otras aeronaves en el Pabellón de Aviación exterior del museo. Otros artefactos de Doak están preservados en el Western Museum of Flight en Torrance, California.

## Operadores
Estados Unidos
- Ejército de los Estados Unidos
- NASA

## Especificaciones
Referencia datos: The Illustrated Encyclopedia of Aircraft

### Características generales
- Tripulación: Dos (piloto y observador)
- Longitud: 9,8 m (32 ft)
- Envergadura: 7,8 m (25,5 ft)
- Altura: 3,1 m (10 ft)
- Superficie alar: 8,9 m² (96 ft²)
- Peso vacío: 1043 kg (2298,8 lb)
- Peso cargado: 1451 kg (3198 lb)
- Planta motriz: 1× turboeje Avco Lycoming YT53.
  - Potencia: 626 kW (863 HP; 851 CV)

### Rendimiento
- Velocidad máxima operativa (Vno): 370 km/h (230 MPH; 200 kt)
- Alcance: 370 km (200 nmi; 230 mi)
- Techo de vuelo: 1830 m (6004 ft)

## Aeronaves relacionadas

### Secuencias de designación
- Secuencia VZ-_ (Aeronaves de investigación VTOL del Ejército estadounidense, 1956-1962): VZ-1 - VZ-2 - VZ-3 - VZ-4 - VZ-5 - VZ-6 - VZ-7 →